# Christiane Floyd
Pour les articles homonymes, voir Floyd.
Christiane Floyd, née Riedl le 26 avril 1943 à Vienne, est une informaticienne autrichienne. Elle est, en 1978, la première femme à être nommée professeur d'informatique en Allemagne. Elle était pionnière dans la conception de logiciels participatifs évolutifs, précurseurs de logiciels à code source ouvert (open-source software development (en)).
Christiane Riedl étudie les mathématiques à l'université de Vienne, où elle obtient un doctorat en 1966 sous la direction de Wilfried Nöbauer (de) avec une thèse intitulée  « Radikale für Fastmoduln, Fastringe und Kompositionsringe ». De 1966 à 1968, elle travaille comme programmeur système chez Siemens à Munich sur le développement d'un compilateur Algol 60. De 1968 à 1973, elle travaille au département d'informatique de l'université Stanford en tant que chercheur associé et lecteur à temps partiel.

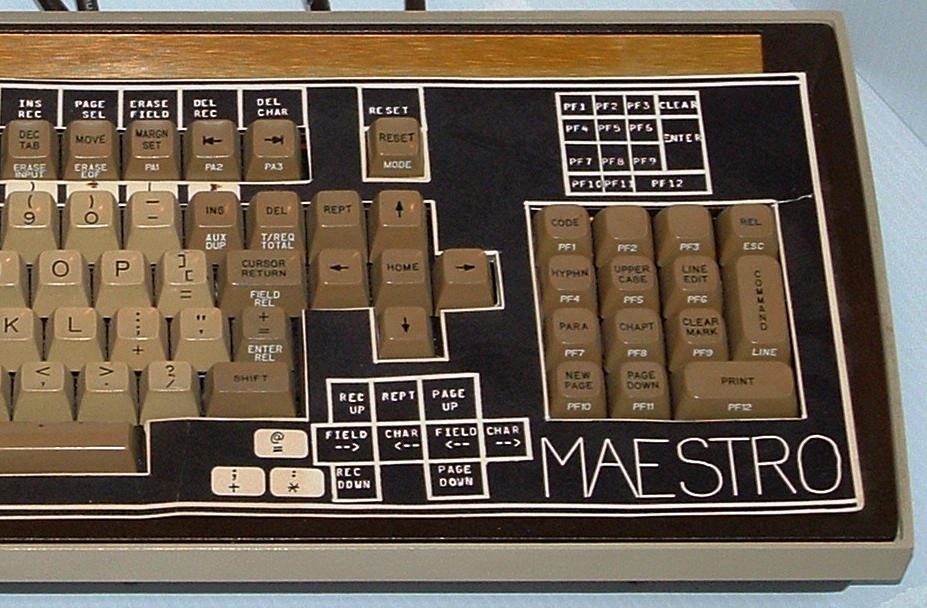
Clavier de la machine Maestro

En 1973, elle rejoint Softlab (de), entreprise de développement de logiciels basée à Munich, où elle travaille comme consultant sénior et est impliquée dans le développement et la démonstration de Maestro I (en), le premier environnement de développement de logiciels.
En 1978, Christiane Floyd devient le premier professeur titulaire en génie logiciel à l'université technique de Berlin et la première femme à être nommée professeur d'informatique en Allemagne. À partir de 1991, elle dirige le groupe de génie logiciel à l'université de Hambourg. Floyd et son équipe apportent les premières contributions conceptuelles aux méthodes de conception participative avec un modèle de processus appelé STEPS (Software Technology for Evolutionary Participatory Systems development). Floyd devient professeur émérite à Hambourg en 2008. Depuis, elle travaille, au sein de l'université technique de Vienne au projet WIT (Wissenschaftlerinnenkolleg Internettechnologien), un cursus avancé en technologies d'internet qui s'adresse aux femmes travaillant en informatique. Floyd est nommé professeur honoraire à l'université technique de Vienne le 26 janvier 2012.
Christiane Floyd  a participé activement à la Internationale Frauenuniversität en 2000, et a fréquemment enseigné à l'Informatica Feminale (de) à Brème. 
En 2011, elle reçoit le prix EUSSET pour l'ensemble de sa carrière En 2017 elle est faite docteur honoris causa  de l'université de Paderborn.
Christiane Floyd était mariée avec Robert W. Floyd puis avec Peter Naur, tous deux informaticiens.

## Publications (sélection)
- C. Floyd, F.-M. Reisin et G. Schmidt, « STEPS to Software Development with Users » dans C. Ghezzi, J.A. McDermid (éds.), ESEC '89, Lecture Notes in Computer Science no. 387. Berlin, Heidelberg: Springer, 1989. pages 48–64  [lire en ligne]
- C. Floyd, H. Züllighoven, R. Budde, R. Keil-Slawik R. (éditeurs), Software Development and Reality Construction Springer Verlag, Berlin, 1992.
- C. Floyd, « Software Development Process: Some Reflections on the Cultural, Political and Ethical Aspects from a Constructivist Epistemology Point of View », Cybernetics & Human Knowing – A Journal of second-order cybernetics autopoiesis and cyber-semiotics, Volume 6, No. 2, 1999. pages 5–18, 1999.
- « Informations- und Kommunikationstechnologien für Entwicklung – am Beispiel von drei Projekten in Äthiopien », dans Frank Fuchs-Kittowski, Werner Kriesel (éds.), Informatik und Gesellschaft. Festschrift zum 80. Geburtstag von Klaus Fuchs-Kittowski, Peter Lang Internationaler Verlag der Wissenschaften, PL Academic Research 2016,  (ISBN 978-3-631-66719-4) (Print),  (ISBN 978-3-653-06277-9) (E-Book).